# Станіславський Костянтин Сергійович
Костянтин Сергійович Станіславський (рос.: Константи́н Серге́евич Станисла́вский; 17 січня [5 січня] 1863 — 7 серпня 1938) — російський театральний режисер. Визнаний талановитим за його гру багатьох персонажів та за якісні постановки, які здобули йому репутацію одного з провідних театральних режисерів свого покоління. Однак його основна слава та вплив походять з його «системи» підготовки акторів та техніки репетицій.
Станіславський (його сценічне ім'я) працював режисером-аматором до 33 років, коли заснував з Володимиром Немировичем-Данченком всесвітньо відому компанію Московського художнього театру (МАТ), після відомої 18-годинної дискусії. Його впливові гастролі по Європі (1906 р.) та США (1923–24 рр.), а також визначні постановки «Чайки» (1898 р.) та «Гамлета» (1911–12 рр.) створили потужну репутацію та відкрили нові можливості для мистецтва театру. За допомогою MAT Станіславський відіграв важливу роль у просуванні нової російської драми свого часу — головним чином використовуючи роботи Антона Чехова, Максима Горького та Михайла Булгакова — перед публікою в Москві та в усьому світі; він також ставив найрізноманітніші та відомі постановки класичних російських і європейських п'єс.
Він співпрацював з режисером та дизайнером Едвардом Гордоном Крейгом і грав значиму роль у розвитку кількох інших головних практиків, зокрема Всеволода Мейєрхольда (якого Станіславський вважав своїм єдиним спадкоємцем у театрі), Євгена Вахтангова та Михайла Чехова. На святкуванні 30-річного ювілею MAT в 1928 році інфаркт на сцені поклав кінець його акторській кар'єрі (хоча він чекав, поки завіса впаде, перш ніж звернутись по медичну допомогу). Він продовжував керувати, навчати та писати про акторські ігри до самої смерті: за кілька тижнів до виходу першого тома твору його життя, акторського посібника «Акторська робота» (1938). Він був нагороджений орденами Червоного Прапора та орденом Леніна і одним із перших отримав звання народного артиста СРСР.
Станіславський писав, що «немає нічого більш утомлюючого, ніж біографія актора» і що «акторам слід заборонити говорити про себе». Однак на прохання американського видавця він неохоче погодився написати свою автобіографію «Моє життя в мистецтві» (вперше опублікована англійською мовою в 1924 р. І в переглянутому російськомовному виданні в 1926 р.), Хоча її виклад його акторського розвитку не завжди точний. Опубліковано дві англомовні біографії: Девід Магаршак «Станіславський: Життя» (1950) та Жана Бенедетті «Станіславський: Його життя та мистецтво»(1988, переглянута та розширена 1999).

## Сім'я та ранні впливи
Станіславський прожив привілейовану молодість, адже виріс в одній із найбагатших родин Росії — Алексєєвих, — яка з 1746 року проживала в Москві. Володимир Семенович, дід Костянтина, успадкував виробництво золотої канителі, займався торгівлею сировиною для текстильної промисловості, яку в 1862 році передав у спадок трьом синам. Сергій Володимирович, батько Костянтина, був гласним у Московській міській думі, старшиною московської купецької верстви, меценатом. Костянтин Сергійович Алексєєв прийняв сценічний псевдонім «Станіславський» у 1884 році, щоб зберегти таємницю своєї діяльності від батьків. До більшовицького перевороту 1917 р. Станіславський використовував своє успадковане багатство для фінансування своїх експериментів в акторській майстерності та режисурі. Розчарування його сім'ї означало, що він залишався любителем до тридцяти трьох років.

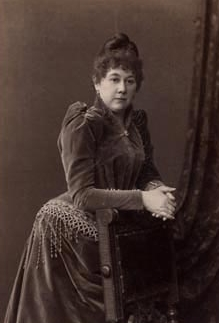
Глікерія Федотова, учениця Щепкіна, що закликала Станіславського залишити поняття натхнення, а дисципліновано та старанно навчатись, спостерігати і "дивитись своєму партнерові прямо в очі, і відповідати йому відповідно до повідомлень, «зчитаних» з його очей та обличчя ".

У дитинстві Станіславський цікавився цирком, балетом, ляльковим театром. Пізніше два приватні театри його сім'ї створили форум для його театральних поривів. Після його дебютного виступу в одному з 1877 року він розпочав те, що в майбутньому стане цілою серією зошитів, наповнених критичними спостереженнями за його акторською діяльністю, афоризмами та проблемами — саме від цієї звички до самоаналізу та критики згодом виникла «система» Станіславського. Станіславський вирішив не відвідувати університет, вважаючи за краще працювати в сімейному бізнесі.
Все більше зацікавлений у «переживанні ролі», Станіславський експериментував із втіленням ролі в реальному житті. У 1884 р. Він розпочав навчання вокалу при Федорі Коміссаржевському, з яким досліджував також координацію тіла і голосу. Через рік Станіславський ненадовго навчався в Московській театральній школі, але, розчарований їх підходом, пішов через два тижні. Натомість він приділяв особливу увагу виставам Малого Театру, дому російського психологічного реалізму (розробленому в 19 столітті Олександром Пушкіним, Миколою Гоголем та Михайлом Щепкіним).
Спадщина Щепкіна включала дисциплінований підхід, довготривалі репетиції та використання ретельних спостережень, самопізнання, уяви та емоцій як фундаменту ремесла. Станіславський називав «Малого» своїм університетом. Одна зі студентів Щепкіна, Глікерія Федотова, викладала в Станіславського; вона відмовила його від використання натхнення як основи акторського мистецтва, і наголосила на важливості тренувань та дисципліни та заохотила до практики чуттєвої взаємодії з іншими акторами, яку Станіславський назвав «спілкуванням». Як і митці з Малого, вистави іноземних зірок впливали на Станіславського. Особливо вразила його легка, емоційна та зрозуміла гра італійця Ернесто Россі, який виконав 18 травня в Москві головних шекспірівських трагічних героїв. Так само і в 1882 році виступу ролі Отелло, Томмазо Сальвіні.

## Життєпис
Народився у сім'ї купця і змалку не відчував жодних матеріальних нестатків — міг зосередитись на мистецтві. У юні роки вступив до театрального гуртка, згодом змінив справжнє прізвище (Алєксєєв) на псевдонім — Станіславський, який походить від прізвища одного актора-любителя, чиїм талантом замолоду захоплювався.
Творець т. зв. «Системи Станіславського» — комплексу вправ для акторів, який спрямований на якнайкраще психологічне входження у роль. Ця система детально описана у творі «Праця актора над собою» («Работа актёра над собой») (1938).

## Зв'язок з Україною
Неодноразово перебував у Києві (1902, 1912 і 1914), виступав на київській сцені з 24 по 30 квітня 1925 року. Станіславський писав:

Такі українські актори, як Кропивницький, Заньковецька, Саксаганський, Садовський — блискуча плеяда майстрів української сцени, увійшли золотими літерами на скрижалі історії світового мистецтва.
Оригінальний текст (рос.)
Такие украинские актеры, как Кропивницкий, Заньковецкая, Саксаганский, Садовский – блестящая плеяда мастеров украинской сцены, вошли золотыми буквами в скрижали истории мирового искусства.

## Ролі у театрі
Театр Секретарьова (1877—1924):
- 1877 — «Графіня де ла Фронтьєр» Шарля Лекока — отаман розбійників
- 1877 — «Мадемуазель Нітуш» Флорімона Ерве — Флорідор
- 1877 — «Мікадо» Артура Саллівана — Нанкі-Пу
- грудень 1884 (прем'єра) — «Одруження» Н. В. Гоголя — Подколесін
- 27 січня 1885 (прем'єра) — «Ласий шматочок» В. А. Крилова — поміщик Бардін
- 1896 — " Отелло " У. Шекспіра — Отелло
- 1898 — «Трактирщиця» К. Гольдоні — Локандієра, Трактирщиця
- 24 квітня 1904 (прем'єра) — «Цар Федір Іоаннович» А. К. Толстого — Василь Шуйський
- 1915 — «Моцарт і Сальєрі» А. С. Пушкіна — Сальєрі
- 1920 — «Каїн» Джорджа Байрона
- 1924 — « Ліс» О. М. Островського

## Постановки
- 1895 — «Бідність не порок» О. М. Островського
- 1895 — «Пропозиція» по А. П. Чехову

## Нагороди та звання
- Народний артист Республіки (1923)
- Народний артист СРСР (1936)[11]
- Орден Червоного орла IV ступеня (Пруссія, Вісбаден, 1906)[12][13]
- Орден Леніна (03.05.1937) — за видатні заслуги у справі розвитку російського театрального мистецтва[14]
- Орден Трудового Червоного Прапора (1933)[15]
- Почесний академік з розряду красного письменства Петербурзької академії наук (з 1917 — Відділення російської мови та словесності)[16]
- Почесний член АН СРСР (1925).

## Пам'ять
Названо іменем режисера вулиці у Липецьку, Москві, Челябінську, Уфі, Тулі, Ростові-на-Дону, Іркутську, Новосибірську, Нижньому Новгороді, Сочі, Адлері, Казані, Тосно, Хімках, Ірську, Даугавпілсі, Тбілісі, Орську, Даугавпілсі, Мінську, Тбілісі та деяких інших населених пунктах.
10 січня 2010 року в Караганді перед входом до російського драматичного театру було встановлено пам'ятник Костянтину Станіславському за авторством скульптора Анатолія Білика. Пам'ятник виготовлено з бронзи, він являє собою фігуру режисера, що сидить у кріслі; загальна висота пам'ятника разом із постаментом становить 2,8 метра.
3 вересня 2014 року в Москві в Камергерському провулку, де розташований МХТ ім. О. П. Чехова, було відкрито пам'ятник Станіславському і Немировичу-Данченку роботи скульптора Олексія Морозова.
Названі ім'ям режисера:
- Московський музичний театр імені К. С. Станіславського і Вл. І. Немировича-Данченка.
- Електротеатр Станіславський.
- Єреванський російський драматичний театр імені Костянтина Станіславського.
- Карагандинський обласний російський драматичний театр імені К. С. Станіславського.
- Каракалпацький державний театр музичної драми та комедії імені К. С. Станіславського.

### На поштових марках

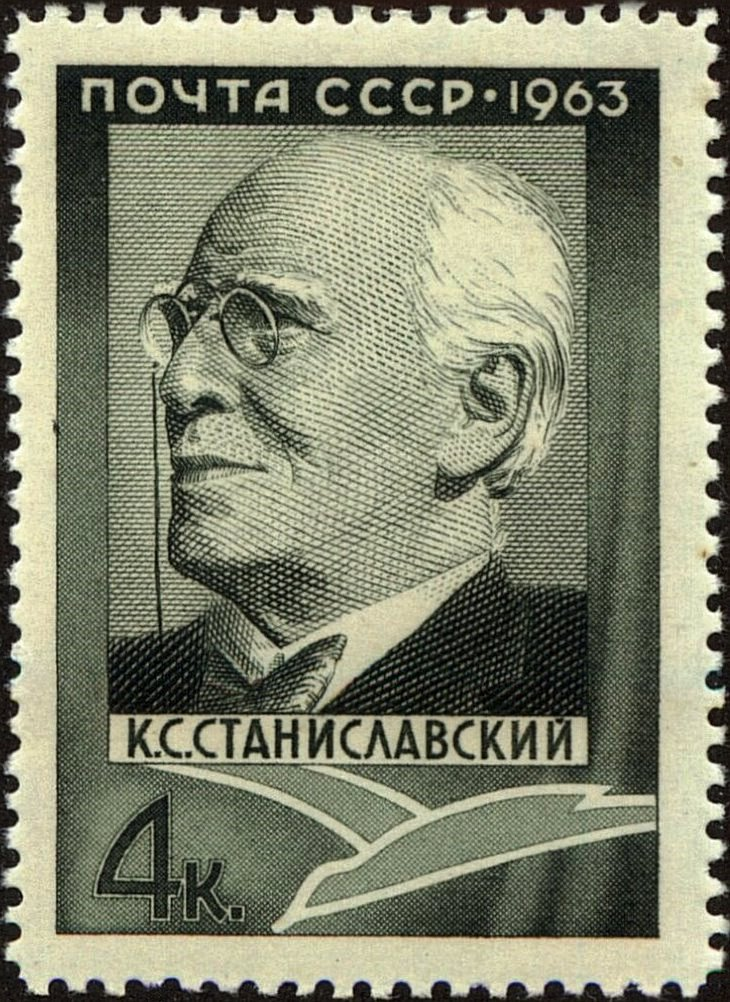
100 років від дня народження Костянтина Станіславського
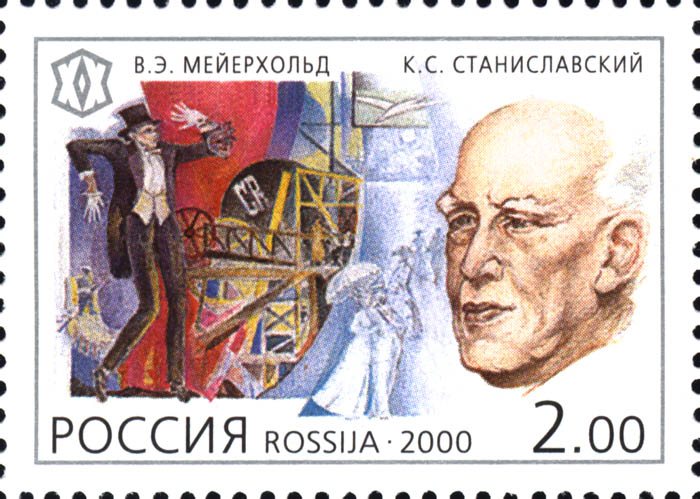
Всеволод Мейєрхольд і Костянтин Станіславський
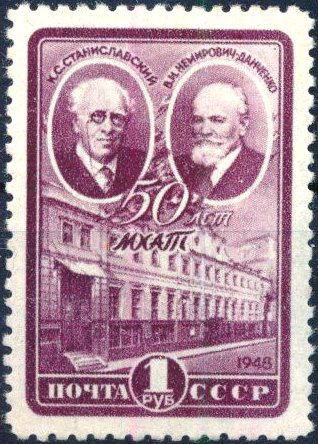
Поштова марка, 1948 рік. 50-річчя Московського Художнього академічного театру СРСР імені М. Горького. Засновники театру К. С. Станіславський і В. І. Немирович-Данченко.
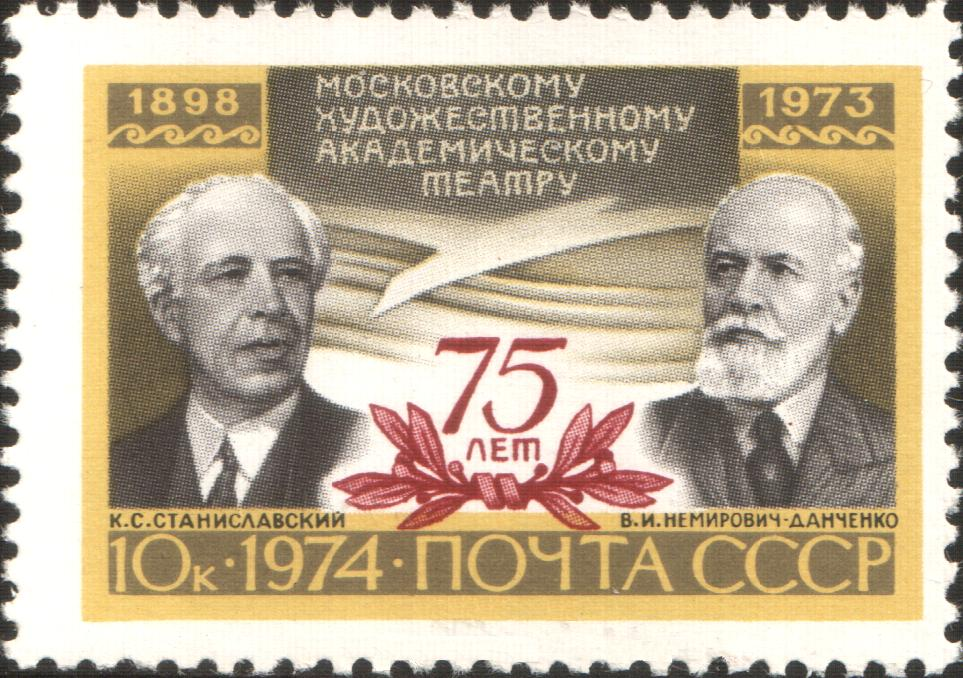
Поштова марка, 1974 рік. 75-річчя Московського Художнього академічного театру СРСР імені М. Горького. Засновники театру К. С. Станіславський і В. І. Немирович-Данченко.
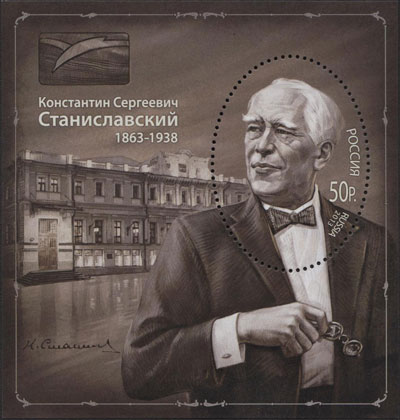
150 років від дня народження Костянтина Станіславського

## Образ у мистецтві

### У літературі
- Костянтин Станіславський став прототипом Івана Васильовича, режисера Незалежного театру, персонажа «Театрального роману» Михайло Булгакова[20].
- Станіславський (під своїм справжнім прізвищем) став головним героєм роману Генрі Лайона Олді «Нюансери».

### У кіно
- «Я — акторка» (1980) — роль виконав Костянтин Адашевський
- «Смерть Таїрова» (2004) — роль виконав Рогволд Суховерко
- «Хитрівка. Знак чотирьох» (2023) — роль виконав Костянтин Крюков